# Andrònic II Paleòleg
Andrònic II Paleòleg (grec medieval: Ἀνδρόνικος Παλαιολόγος, Andrónikos Paleologos; nascut el 25 de març del 1259 i mort el 13 de febrer del 1332) fou emperador romà d'Orient entre el 1282 i el 1328 com a segon emperador de la dinastia dels Paleòlegs.
Fill de Miquel VIII Paleòleg i Teodora Ducena Vatatzena, el 1282 ascendí al tron de l'Imperi Romà d'Orient, que el seu pare havia restaurat en reconquerir Constantinoble a l'Imperi Llatí el 1261. Tanmateix, Miquel VIII no havia estat capaç de restablir les antigues fronteres imperials i Andrònic es convertí en emperador d'un estat esgotat per la política exterior del seu pare. Durant el seu regnat, els romans s'enfrontaren a nombroses dificultats internes i externes que iniciaren el declivi final de l'Imperi Romà d'Orient, incloent-hi una profunda crisi econòmica, un afebliment considerable de l'exèrcit, tensions amb les repúbliques marítimes de Venècia i Gènova, conflictes religiosos i les derrotes contra els beilicats turcs d'Anatòlia, així com la Venjança Catalana. Així i tot, Andrònic contribuí a un nou floriment cultural i emprengué reformes financeres i judicials duradores.
La línia política d'Andrònic fou diametralment oposada a la del seu pare, amb la promulgació d'una reforma financera molt rigorosa que reduïa els efectius de l'exèrcit, la seva oposició a la unió religiosa amb Roma i els seus esforços per barrar el pas als turcs a Anatòlia.

## Orígens
Andrònic va néixer el 1259 a Nimfeu, a la residència de l'emperador de Nicea, Miquel VIII Paleòleg. Quan el seu pare fou coronat emperador romà d'Orient a Constantinoble el 1261, ell fou aclamat successor per la cort i el poble reunits a la basílica de Santa Sofia. La seva mare era Teodora Ducas Vatatzes, neboda de l'emperador Joan III Ducas Vatatzes.
Vers el 1275 el seu pare el va associar a les feines de govern. El 1278, fou enviat al capdavant d'un exèrcit a l'Àsia Menor per combatre les invasions dels otomans a la regió del riu Meandre. Allà va recuperar Tral·les i li va canviar el nom a Andrinocopolis, però ben aviat es va tornar a perdre el domini d'aquesta ciutat. El 1283, havent mort el pare, fou coronat emperador.

## L'administració
Andrònic va canviar el sistema administratiu al Peloponès: d'un governador militar nomenat per un any, es va passar a un sistema de funcionaris imperials amb competències més àmplies i mandats més llargs.
Al territori imperial en general l'aristocràcia va confirmar el seu estatus dominant, el nivell de vida de la qual va augmentar en contrast amb la misèria cada cop més gran de la pagesia, oprimida per les taxes. En certa manera això va afeblir el poder imperial mentre que els grans terratinents van començar a guanyar poder a les províncies.

## Política religiosa

### La fi de la unió
L'emperador Miquel VIII havia autoritzat la unió de les esglésies llatina i grega en el segon concili de Lió, però Andrònic s'hi va mostrar contrari, cosa que li va ocasionar finalment l'excomunió pel papa Climent V el 1307. Andrònic era conscient que el poble romà d'Orient no acceptava aquesta unió, així que va fer tornar de l'exili el patriarca Josep Galesiotes i va expulsar l'anterior patriarca unionista Joan Vec, després d'haver-se reunit un concili a Prusa el 1283.
Tot i que no hi va haver vessament de sang, l'ambient no era de concòrdia i els unionistes eren vexats públicament. Per resoldre la situació es va convocar un sínode al palau de Blaquernes i una de les coses que es van decidir fou que Teodora, la vídua de Miquel VIII, l'emperador que havia permès aquesta unió, havia de fer acte de contrició. El 1285, els antiunionistes van insistir en la necessitat de convocar un altre sínode per obtenir el penediment de Joan Vec i d'altres eclesiàstics; no van aconseguir el que desitjaven i Vec fou empresonat. Aquest sínode va acabar amb la publicació d'un text que retornava a les tesis ortodoxes, la precisió del qual va fer sorgir disputes entre els unionistes, protagonitzades principalment per Teolepte, bisbe de Filadelfia. Aquest, va condemnar el patriarca Gregori II de Xipre durant un sínode el 1289 i la seu patriarcal va quedar desocupada.

### Els arsenites
Arseni Autorià, que havia excomunicat l'emperador Miquel VIII per haver manat el cegament de l'hereu al tron, Joan IV Ducas Làscaris, i l'any 1266 havia estat deposat del patriarcat, encara tenia molts seguidors: els arsenites. La mort d'Arseni el 1273 no en va eliminar els partidaris que, sobretot a l'Àsia Menor, es declaraven cismàtics respecte de Constantinoble. Andrònic va reunir un concili a Adramyttion per posar fi a la divisió però les dues bandes no es van reconciliar: els arsenites demanaven la destitució de Gregori II, esperant que per substituir-lo nomenarien un dels seus. Llavors Andrònic es va adonar que, per a alguns, potser els més moderats, era més aviat una qüestió política que religiosa, ja que els arsenites eren també els partidaris de la família Làscaris. Per tant, Andrònic va fer una visita a Joan IV, que portava vida de monjo en un monestir vora la mar de Màrmara i li va demanar perdó pels actes del seu pare. Aquest acte va suavitzar la situació però el fet que va donar per acabat el conflicte, que va desaparèixer de mica en mica, va ser la pèrdua de territori romà a causa dels invasors otomans. Els nuclis d'arsenites van emigrar d'Àsia cap a occident on es van dispersar i, finalment, el patriarca Nifon de Constantinoble va emetre una crisobutlla declarant que ni Atanasi I ni Joan Vec serien nomenats. El setembre del 1310, una encíclica del patriarca va declarar sagrada la unitat de l'Església ortodoxa, malgrat la persistència d'alguns nuclis arsenites aïllats.

### La reforma d'Atanasi
Per substituir el patriarca Gregori II, l'emperador va nomenar el 1289 un eremita del mont Atos anomenat Atanasi I, el qual acostumat a la senzilla vida ascètica va denunciar els excessos del clergat. Ansiós per reformar l'Església, Atanasi va acusar alguns sacerdots d'acumulació de riquesa i va confiscar els béns dels monestirs en favor dels ciutadans més necessitats. Altres com ell van predicar insistint en la frugalitat dels dedicats a l'Església, com ara Jordi Paquimeres i Nicèfor Gregoràs. Segons Atanasi les desgràcies que queien sobre l'imperi eren degudes al pecat del luxe. Aquestes mesures, que comptaven amb el suport de l'emperador, van aixecar protestes entre la majoria dels eclesiàstics i alguns grups de ciutadans. Sota pressió, Atanasi va renunciar a la promulgació d'un document en què anatematitzava tots aquells que l'acusaven de llurs destitucions. Atanasi fou reemplaçat pel monjo Joan de Sozopolis, més moderat.
Això no obstant, l'emperador continuava consultant Atanasi per prendre decisions i el patriarca Joan va amenaçar de dimitir. Llavors Andrònic II es va basar en uns suposats dons profètics per propiciar el retorn d'Atanasi el juny del 1303. Atanasi va continuar amb la seva política per ajudar els pobres desposseint els rics: els més perjudicats van ser els rics patriarcats d'Alexandria, Jerusalem i Antioquia. El 1309 Atanasi va donar per acabada la seva tasca reformista i es va retirar al Mont Atos. El va substituir Nefó, més preocupat per la unió dins l'Església ortodoxa que per altres coses.

## La reforma judicial
El 1296 hi va haver un fort terratrèmol a Constantinoble, cosa que l'emperador va interpretar com un senyal de la còlera divina. Aquest esdeveniment el va portar a engegar una reforma de la justícia que servís per combatre la corrupció i la manca de respecte per les lleis. L'antic tribunal situat a la sala anomenada Hippodromos del gran palau, va passar a estar format per dotze jutges, entre ells bisbes, clergues i senadors. Andrònic els va fer prestar jurament de ser imparcials envers qualsevol ciutadà de l'imperi. Les condemnes d'arrest s'haurien de prendre per unanimitat i podrien ser aplicables a tothom, inclòs l'emperador. Malgrat la bona acollida d'aquesta nova institució, sembla que va desaparèixer després de la guerra civil entre Andrònic II i Andrònic el Jove.

## La devaluació de la moneda

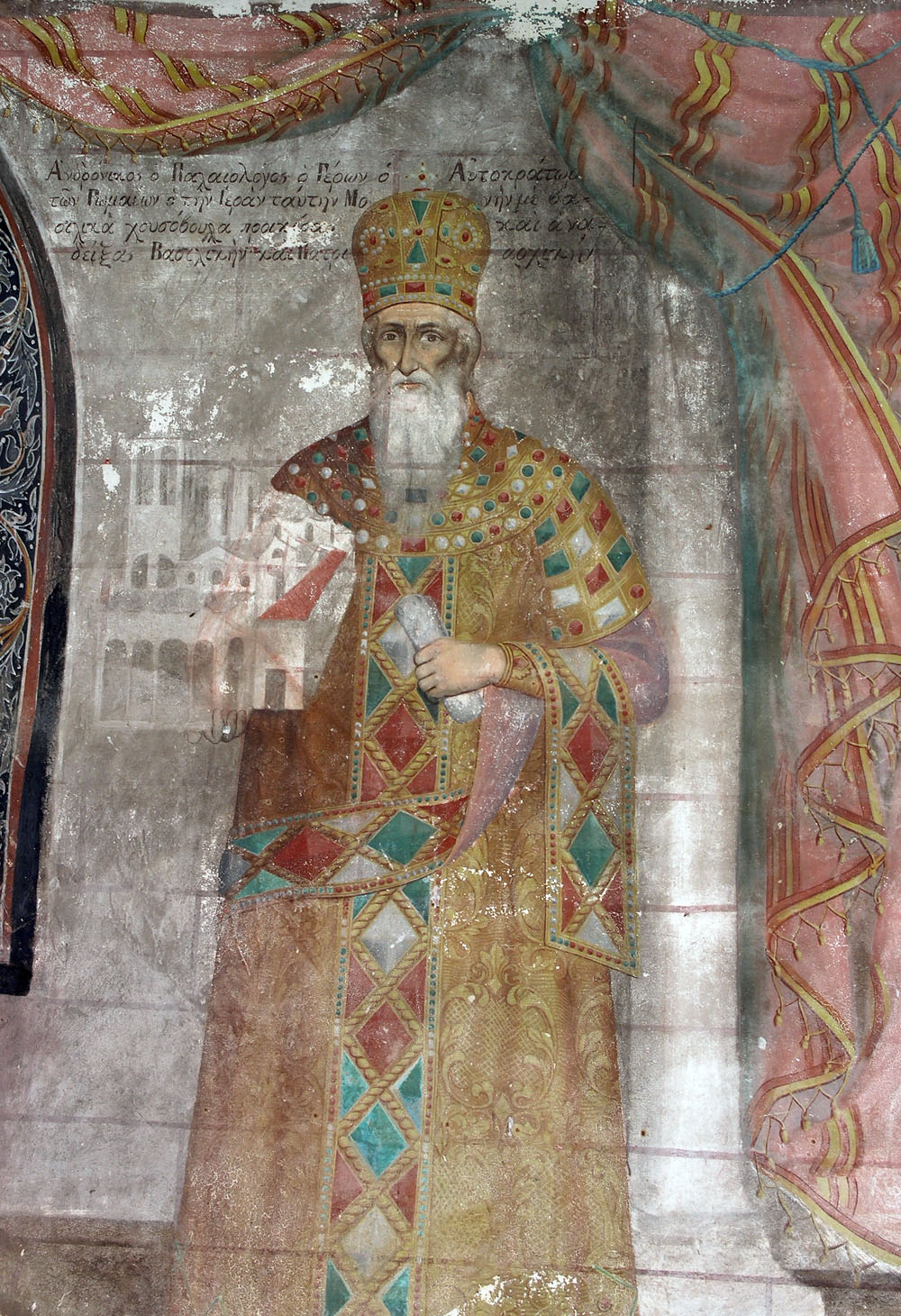
Pintura al fresc que representa l'emperador Andrònic II.

Andrònic va heretar una tresoreria gairebé buida i es va haver de devaluar la moneda. Aquesta va arribar a perdre tant de valor que els mateixos romans preferien les monedes italianes. A començaments del segle xiii la moneda romana posseïa el 90% del seu valor nominal i aquest percentatge va descendir a menys del 50% a començaments del segle xiv.
Al mateix temps que baixava el valor de la moneda apujaven els preus dels aliments, cosa que va portar a una greu crisi econòmica.
Les diferents mesures d'Andrònic II per reomplir les caixes de l'estat no van donar gaire resultat, especialment en concepte d'ingressos duaners que anaven a parar a les repúbliques italianes. En l'alta edat mitjana, els ingressos anuals de l'Imperi Romà d'Orient van ascendir a set o vuit milions de nomismes. Sota Andrònic II, el pressupost anual de l'imperi no superava el milió de perpres, gran part del qual es va destinar a pagar diversos tributs. De fet, l'exèrcit romà es va reduir al mínim.

## Exèrcit romà d'Orient
L'exèrcit que tenia Andrònic estava gairebé sense efectius: per una part no hi havia prou homes per reclutar i molts dels que hi havia preferien servir en altres exèrcits on eren millor pagats. El gruix de l'exèrcit estava format per estrangers, principalment cretencs i alans, que fugien de la dominació veneciana i tàtara respectivament. Andrònic va pactar amb els genovesos sobre la defensa de les costes romanes a la Mediterrània, ja que eren els principals comerciants, tanmateix aquests van vigilar només pels seus propis interessos i no es van preocupar de la defensa de les illes romanes de la mar Egea. Per tal de fer front a l'atac dels otomans per la costa, que havien començat a construir una flota, Andrònic va manar construir deu navilis, que en van ser insuficients.
A més, Miquel VIII havia establert la transmissió hereditària de feus dins el territori imperial rebuda per donació (la pronea), fet que portaria a una feudalització de l'imperi, cosa que va portar a una caiguda en l'obligació militar. Aquesta disminució progressiva de la mà d'obra indígena va obligar Andrònic a reclutar mercenaris.

## La guerra amb Venècia
Els venecians van passar de ser només comerciants clients de l'Imperi Romà d'Orient a voler ocupar-ne el territori i el juliol del 1296, uns dies abans del terratrèmol, van atacar Gàlata un districte de Constantinoble. Andrònic va fer arrestar tots els ciutadans venecians de Constantinoble, i en conseqüència els venecians van saquejar els habitatges més desprotegits, els dels genovesos i romans situats fora de les muralles. Aviat, Andrònic es va trobar atrapat en una escalada de tensions entre Venècia i Gènova. Aquesta última va respondre massacrant els nobles venecians de Constantinoble. En resposta i malgrat les explicacions d'Andrònic, Venècia va exigir una indemnització més un espai per establir-se al districte de la ciutat de cara a la mar de Màrmara i per fer pressió van enviar 18 vaixells contra Constantinoble.
La guerra entre Venècia i Gènova es va acabar el 1299 amb la batalla naval de Curzola (illa de Corcura) i la victòria dels genovesos. La guerra entre l'Imperi Romà d'Orient i Venècia es va reprendre el 1302, data en la qual Andrònic es va negar a pagar la indemnització exigida pels venecians. Aquests van enviar llavors una nova flota que va devastar la rodalia de Constantinoble i va amenaçar de mort un grup de refugiats d'Àsia Menor per al rescat dels quals demanaven 4000 besants. Desproveït de flota, Andrònic va renunciar a totes les formes de resistència i, al setembre d'aquell any, es va sotmetre a un tractat per pagar la quantitat sol·licitada. El 1310, aquest mateix tractat es va allargar per un període de dotze anys. Paradoxalment, Gènova va prendre avantatge d'aquests esdeveniments per augmentar l'autonomia de la seva colònia, la Gàlata, mitjançant la construcció d'un mur. Andrònic no tenia els mitjans per fer reconèixer la sobirania romana d'Orient sobre el districte de la Gàlata.
Enmig d'aquest conflicte marítim, alguns pirates, com Benet I Zacaries, van aprofitar per apoderar-se d'illes de l'Egeu al davant de Focea i a Quios, que van convertir en el seu cau.

## Relacions amb els estats romans d'Orient independents
Hi havia dos estats successors de l'antic Imperi Romà d'Orient que des de la caiguda de Constantinoble en mans dels croats, el 1204, es van fer independents i des de la creació del nou imperi amb Miquel VIII Paleòleg n'eren enemics: el Despotat de l'Epir i el Regne de Tessalònica. El dèspota Nicèfor de l'Epir va iniciar una aproximació enviant la seva dona Anna Cantacuzena, cosina d'Andrònic, al concili d'Adramítium. Andrònic va aprofitar l'ocasió per demanar a Anna que l'ajudés a capturar Miquel de Tessàlia. El 1283 va enviar una part de la flota imperial cap a Tessàlia; Anna havia atret Miquel de Tessàlia amb falses promeses de matrimoni amb la seva filla. Miquel fou capturat, portat a Constantinoble i després el van fer servir per forçar el pare de Miquel, Joan I de Tessàlia, a mantenir la pau. Andrònic havia planificat el matrimoni del seu fill Miquel IX Paleòleg amb Tamara, la filla de Nicèfor, però el patriarca s'hi va oposar a aquesta unió contrària al dret canònic.
El Principat d'Acaia estava governat per Isabel, nora del difunt Carles I d'Anjou, quan es va casar amb Florenci d'Hainaut, aquest va signar una treva amb els romans d'Orient el 1290. Temps després no va voler enemistar-se amb el seu cunyat Carles II d'Anjou, rei de Nàpols, que mantenia el mateix odi cap a l'Imperi Romà d'Orient que el seu pare. L'any següent Florenci va fer de mitjancer per acordar una aliança entre Carles II i el Despotat de l'Epir; aquest acord va incloure el matrimoni entre Tamara i Felip I de Tàrent, germà de Carles II. Andrònic, tement que aquesta aliança es giraria contra ell, va enviar un exèrcit cap a l'Epir, sota la direcció de Miquel Glabes Tarcaniota, costejat pels genovesos. Aquesta campanya va portar la captura de Ioànnina i Durazzo, però el 1293 es van haver de retirar per la intervenció dels aliats de Nicèfor.
El 1296, havent mort Nicèfor de l'Epir, es va veure que l'aliança no era tan forta com semblava. Mentre els aliats es barallaven entre ells, la vídua, Anna, va demanar ajut als romans d'Orient i l'emperador va proposar un matrimoni entre Tomàs, fill de Nicèfor, i una de les netes d'Andrònic II. Malgrat tot, els romans d'Orient no van gaudir gaire d'aquesta aliança amb l'Epir, ja que aquest regne fou envaït pels serbis.

## Amenaça sèrbia
Des del 1204 Sèrbia havia esdevingut un estat independent de l'Imperi Romà d'Orient i a partir del 1282, el seu monarca Esteve Uroš II va iniciar una política expansionista cap a la Macedònia romana d'Orient. Aquell any es van apoderar de ciutats com Scupi, Serres i finalment es van aventurar cap a la costa de la mar Egea. Andrònic va enviar un exèrcit format per tàtars, amb poc resultat efectiu. El 1297 el general Miquel Tarcaniota va llançar una ofensiva però tampoc no va aconseguir l'objectiu i la regió de Macedònia es va perdre definitivament. Llavors Andrònic va provar una aproximació per la via diplomàtica i va proposar un matrimoni entre la seva germana Eudòxia i Esteve Uroš II, però ella no s'hi va mostrar favorable ja que ell tenia reputació d'infidel en els matrimonis anteriors. La segona proposta va ser Simona, la filla de 9 anys d'Andrònic; el monarca serbi va acceptar i es va signar un acord de pau: els serbis es comprometien a no envair més territori romà d'Orient i la noia aportava en el seu dot la regió de Macedònia. La noblesa sèrbia es va sentir decebuda amb l'acord, ja que haguessin preferit continuar guerrejant aprofitant la feblesa de l'estat romà d'Orient.

## Amenaça otomana
Fins al 1290 Andrònic, enfeinat amb els seus enemics a Europa, no va parar atenció als otomans que, de mica en mica anaven ocupant territoris romans d'Orient a Àsia Menor. Mentre inspeccionava la zona li va arribar la notícia que el seu germà Constantí Paleòleg, juntament amb el general Miquel Estrategopul, tramaven un complot contra ell i va haver de tornar cap a Constantinoble. Els complotats van ser jutjats i empresonats el 1293. Andrònic mantenia el sistema de defensa de colons armats (akritoi), tanmateix aquests van ser cridats a la rebel·lió pel seu general Aleix Filantropè el 1295. Els altres generals no el van secundar en les seves aspiracions i Filantropè fou capturat i cegat per un grup dels seus homes que van acceptar un suborn.
Andrònic va enviar Joan Tarcaniota a lluitar contra els otomans el 1298, però a causa de les seves simpaties amb els arsenites, el patriarca de Constantinoble es va oposar al seu nomenament i fou substituït per un de mediocre. El 1302 va incorporar a l'exèrcit romà d'Orient un grup d'alans que fugien dels mongols i els va posar sota el comandament del seu fill Miquel Paleòleg contra els otomans. La campanya no fou reeixida, en part per la 
manca de reacció de Miquel i en part, per la deserció dels soldats als quals no els arribava la paga. Al mateix temps, un altre grup d'uns 2.000 alans, establerts a Bitínia, van lliurar la batalla de Bafeu (juliol del 1302). Després d'aquesta derrota hi va haver una fugida massiva de ciutadans romans d'Orient d'Àsia Menor cap a Europa. El 1304, l'exèrcit romà d'Orient comandat per Progonos Sgouros va tornar a ser derrotat.

## Arribada dels catalans i aragonesos
Per continuar combatent contra els otomans i especialment contra Osman I, el fundador de l'Imperi Otomà que s'estava estenent per les possessions romanes d'Orient a l'Àsia Menor, Andrònic va contractar una companyia de mercenaris aragonesos i catalans, la Companyia Catalana d'Orient; la direcció de la companyia la tenia Roger de Flor, fill d'un noble alemany de la cort de Frederic II de Sicília, que fou nomenat almirall de l'imperi i cèsar imperial. Els catalans i aragonesos van derrotar els otomans en nombrosos enfrontaments, però les tropes causaven moltes molèsties als romans d'Orient i Andrònic va ordenar l'assassinat de Roger quan era a Adrianòpolis. En revenja els aragonesos i catalans es van revoltar i van devastar Tràcia i Macedònia, i finalment es van retirar cap al Peloponès on van establir el ducat d'Atenes.
Els problemes amb els catalans van dur a una manca d'aliments el 1307 i Andrònic es va veure forçat a comprar gra a Bulgària; el seu monarca, Todor va demanar a canvi el matrimoni amb Teodora, neta d'Andrònic.

## La guerra civil
Andrònic va associar al govern el seu fill Miquel el 1295. El príncep tenia dos fills, Andrònic i Manuel Paleòleg, que, sense saber-ho, estimaven la mateixa dona i, per un desgraciat error, Andrònic va matar Manuel. Miquel IX va morir de pena (1320) i l'emperador Andrònic II va mostrar signes de voler desheretar el seu net Andrònic, conegut com a Andrònic el Jove, i aquest es va revoltar. El 1321 es va iniciar una guerra civil entre els partidaris d'un i l'altre. El 1322 es va acordar una diarquia, però el govern efectiu el tenia Andronic II mentre que el jove s'havia establert a Demòtica i dirigia els seus esforços a la lluita contra els invasors búlgars. Finalment el 23 de maig el 1328 Andrònic el Jove va entrar a Constantinoble, va obligar el seu avi a abdicar i es va proclamar emperador com Andrònic III Paleòleg.
L'emperador vell es va retirar al monestir de Drama a Tessàlia, on va viure com a monjo amb el nom d'Antoni fins a la seva mort el 1332. Però abans de retirar-se al convent, feu construir un castell a l'avui anomenada Kastraki, del qual encara se'n conserven les ruïnes. Fou enterrat a Constantinoble.

## Matrimonis i descendència
Andrònic II es va casar per primera vegada el 1272 amb Anna d'Hongria, filla del rei Esteve V. Van tenir dos fills:
- Miquel, que va ser nomenat successor el 1295.
- Constantí, que va rebre el títol de dèspota.

El 1281 Anna va morir i el 1284 es va casar amb Violant de Montferrat (a la qual va anomenar Irene), filla de Guillem VII marquès de Montferrat i de Beatriu de Castella. Els seus fills van ser:
- Teodor, fundador de la dinastia dels Paleòlegs de Montferrat.
- Joan, casat amb una filla del ministre Nicèfor Chumnus, no van tenir descendència.
- Demetri, que va tenir tres fills.
- Simona, casada amb Esteve Uroš II de Sèrbia.

Seguint el costum dels monarques europeus d'aquell moment, Violant va insistir en la repartició del regne entre els fills de l'emperador. Com que Andrònic II no hi va cedir, ella el va abandonar i es va establir amb els seus fills a Tessalònica, des d'on va estar intrigant contra ell.